# Kontenery pożarnicze

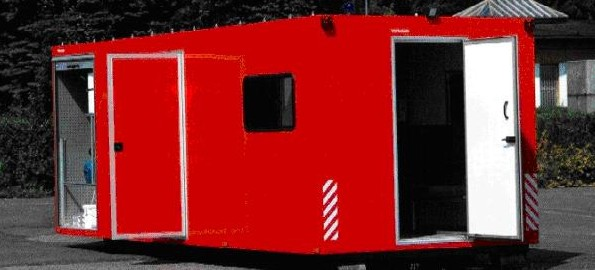
Kontener sanitarno-socjalny

Kontenery pożarnicze – specjalistyczne kontenery przeznaczone na wyposażenie krajowych baz sprzętu specjalistycznego w Państwowej Straży Pożarnej od lat 80. XX wieku.
Wspomagają one kierowanie działaniami ratowniczymi, stanowią czasem logistyczne zabezpieczenie dużych akcji, a także pozwalają na ich bezpośrednie użycie w działaniach operacyjnych jako jednostek drugiego rzutu.
Ich zalety można ocenić szczególnie w czasie likwidacji skutków dużych katastrof naturalnych oraz przemysłowych. Często są wykorzystywane podczas ćwiczeń ponadregionalnych i międzynarodowych.
Znajdują się na wyposażeniu szesnastu baz kontenerowych w Polsce (po jednej bazie w każdym województwie).
W ten sposób stworzono sieć pokrywającą swym zasięgiem teren całego kraju.
Kontenery dekontaminacyjne oraz kontenery sanitarno-socjalne znajdują się również na wyposażeniu Zakładowych Straży Pożarnych i Lotniskowych Straży Pożarnych.

## Kategorie kontenerów
- Kontener dowodzenia:
  - kontener dowodzenia i łączności

- Kontenery bojowe:
  - kontener do przewozu aparatów oddechowych
  - kontener inżynieryjny
  - kontener do działań podczas powodzi
  - kontener – agregat pompowy
  - kontener ratownictwa chemiczno-ekologicznego.

- Kontenery logistyczne:
  - kontener kwatermistrzowski
  - kontener organizacji wyżywienia
  - kontener sanitarno-socjalny
  - kontener do przewozu wody pitnej
  - kontener do magazynowania środków pianotwórczych

## Budowa
Konstrukcje kontenerów wykonane są ze stali nierdzewnej. Poszycia zewnętrzne – na ogół z blach stalowych lub z aluminium.
Elementy zaczepowe wraz z łożem wykonane są ze stali. Prowadnice pod kontenerowe wykonane są w dwóch podłużnic stalowych na których zabudowany jest stelaż kontenera.
Ściany pomieszczeń wewnętrznych w kontenerach o przeznaczeniu sztabowym, kwatermistrzowskim i sanitarno-socjalnym wyłożono materiałami łatwymi do utrzymania w czystości, a podłogi – z tworzyw o cechach antypoślizgowych. Dach kontenerów często pełni funkcje ratownicze więc na ogół jest wykonany z blach ryflowanych o cechach antypoślizgowych.
Przedziały służące do przewozu sprzętu zamykane są żaluzjami z jednym kodem klucza, drzwiami, klapami lub kryte plandeką. Półki wykonano z blachy aluminiowej, lub innych materiałów niekorodujących. Kontenery posiadają własne źródła zasilania w postaci akumulatorów lub przyłączy elektrycznych nośników kontenerów. Instalacja elektryczna najczęściej wynosi 24 V DC.
Kontener posiada uchwyt na wysokości 1570 mm określonej normą, za który zaczepiane jest ramię z hakiem urządzenia hakowego (hakowca) pojazdu nośniku kontenerów (oznaczenie w straży SCKn).
Za pomocą siłowników hydraulicznych jest on wciągany na samochód lub opuszczany.
W przypadku ciężkich kontenerów podczas ich transportu są one dodatkowo unieruchamiane na pojeździe nośniku kontenerów (hakowcu) dodatkowymi zamkami / ryglami sterowanymi hydraulicznie.
Wszystkie elementy zabudowy i wyposażenia zapewniają bezpieczny transport, załadunek i rozładunek przewożonych urządzeń i wyposażenia przy uwzględnieniu wzdłużnych przechyłów do 30°.
Kontenery spełniają wymagania prawa o ruchu drogowym a ich konstrukcja wykonana jest zgodnie z normą ISO.
Posiadają oświetlenie zewnętrzne, wewnętrzne, obrysowe, odblaskowe oraz stosowane w pojazdach uprzywilejowanych.
Długość kontenerów w zależności od typu i przeznaczenia wynosi od 4000 do 6250 mm, szerokość 2500 mm, wysokość do 2400 mm.
Masa w zależności od typu i przeznaczenia waha się w granicach od 4000 do 15000 kg.
Całe konstrukcje lub ich części lakierowane są w kolorze czerwonym według skali RAL 3000. Elementy nośne kontenerów malowane są w kolorze czarnym według skali RAL 9005.